# Amphia gigantea
Amphia gigantea är en fjärilsart som beskrevs av Pierre E.L. Viette 1957. Amphia gigantea ingår i släktet Amphia och familjen nattflyn. Inga underarter finns listade i Catalogue of Life.